# 弗朗索瓦·布歇
弗朗索瓦·布歇 （又譯法蘭撒·布歇或法蘭克斯·布雪，发音：/错误：{{IPA}}：無法辨識語言標籤 fʁɑ̃swa buʃe/，1703年9月29日—1770年5月30日），18世纪法國畫家，洛可可風格的代表人物。曾在路易十五宫廷中担任首席画师，是庞巴度夫人最为赏识的画家。
布歇的作品种类广泛，数量惊人，将洛可可时期的精致、细腻、优雅与浮华表现到极致。他绘画的题材多为神话和田园诗，尤善装饰画，以明快的色调表现女性胴体，给人以感官刺激。其中国风的作品也颇有特点。代表作有、《庞巴度侯爵夫人》等。

## 生平
布歇出生於法國巴黎。生平的資料較少，他的畫作多為浪漫的，裝飾風格的壁畫，是18世紀法國浮華優雅風格的代表。他师从洛可可艺术的创立者弗朗索瓦·勒穆瓦纳，也曾經受過雕刻家的訓練；1734年布歇以經典之作Rinaldo and Armida，在巴黎贏得稱譽。
布歇並非僅靠繪畫為生，他也做過道具設計，替皇宮作室內裝飾等。

## 作品
布歇是一位相当多产的画家，平生创作超过千副油画、二百多副版画和数以万计的素描。其繪畫的主題大多來自於歷史故事，畫面充滿了感性的筆調，以及情感上的歡愉，特別是一些賣弄風騷的女人，農村姑娘和宮廷美女的題材，這使得他的藝術地位有時也因此受到爭議。
18世纪中叶是布歇最辉煌的时代。他得到路易十五最宠爱的情妇——龐巴度夫人的青睐。然而，他的作品屡屡遭到狄德罗等百科全书派的抨击，他们认为布歇的绘画技法过于随意，主题也过于轻浮。

## 重要畫作
- 雷那多和亞美達Rinaldo and Armida 1734年
- 沐浴後的月神黛安娜（Diana Leaving her Bath）1742年
- 逃往埃及途中歇息（The Rest on the Flight to Egypt）1737年
- 基督和約翰（Christ and John the Baptist as Children）1758年
- 泉边停歇（Halt at the Spring）1765年

## 畫廊

《龐巴度夫人》(Madame de Pompadour)，1759年，收藏於英國華萊士收藏館
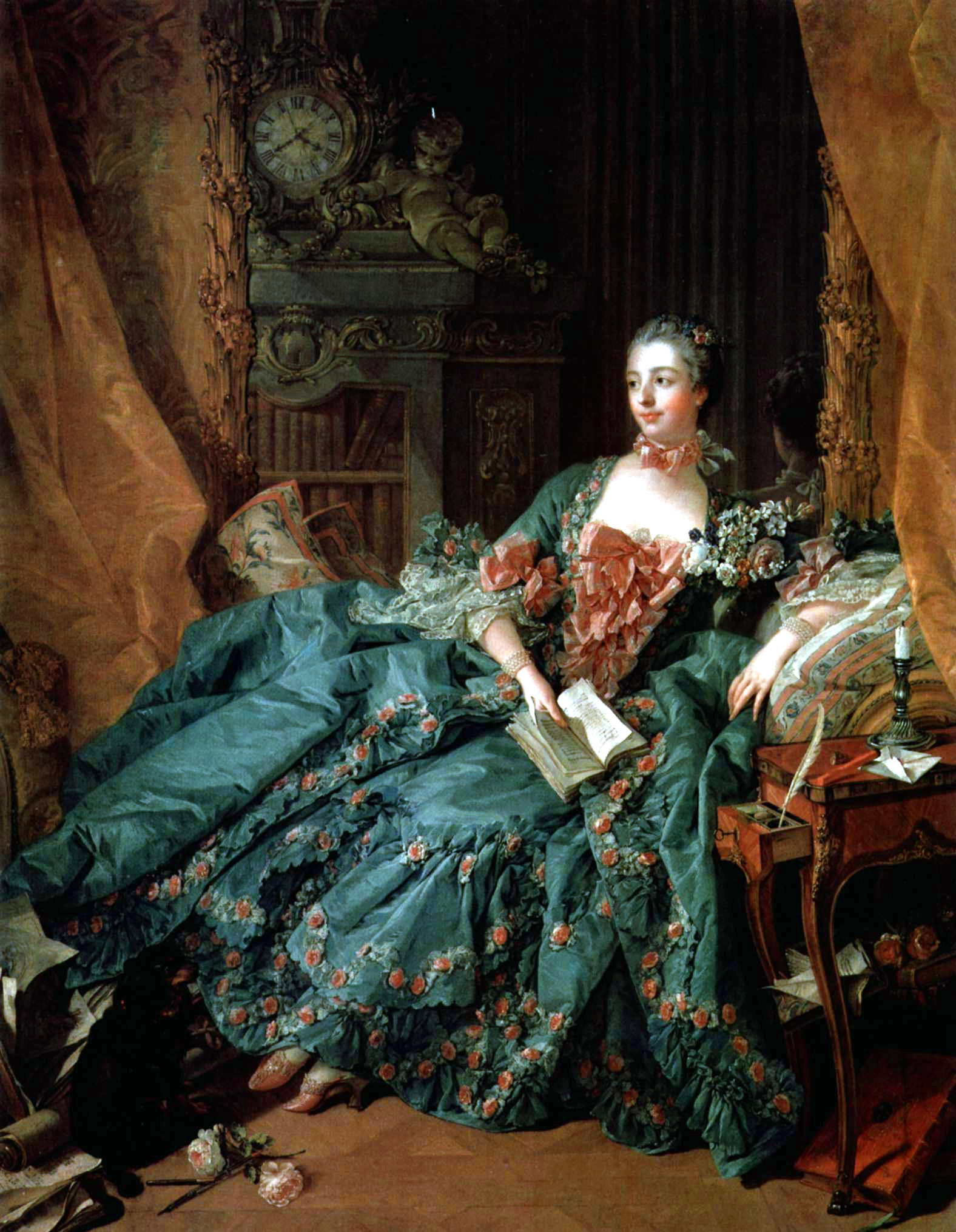
《龐巴度夫人》(Madame de Pompadour)，1756年，收藏於德國慕尼黑古代美術館
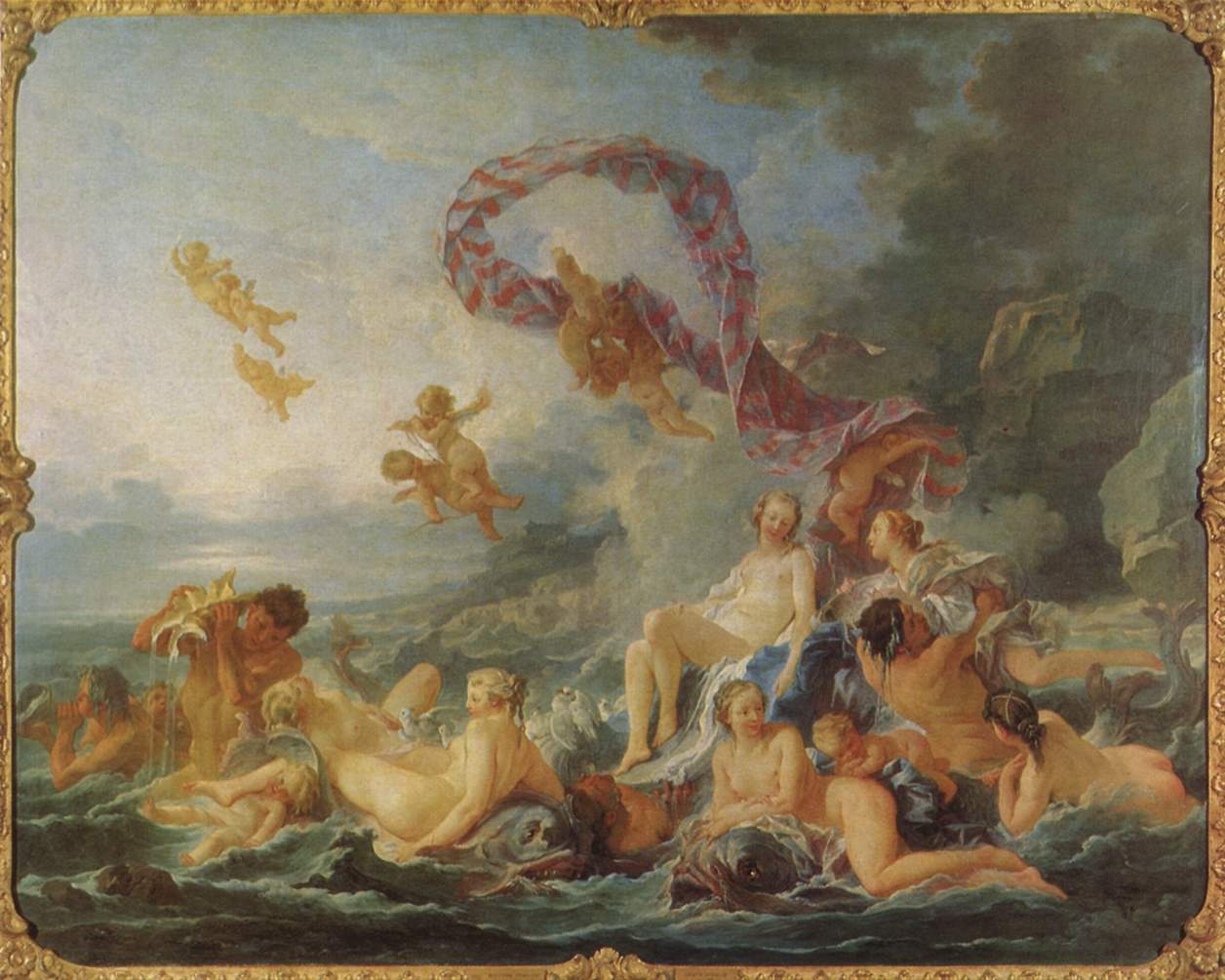
《維納斯的誕生》(The Birth of Venus)，1740年，收藏於瑞典國立博物館
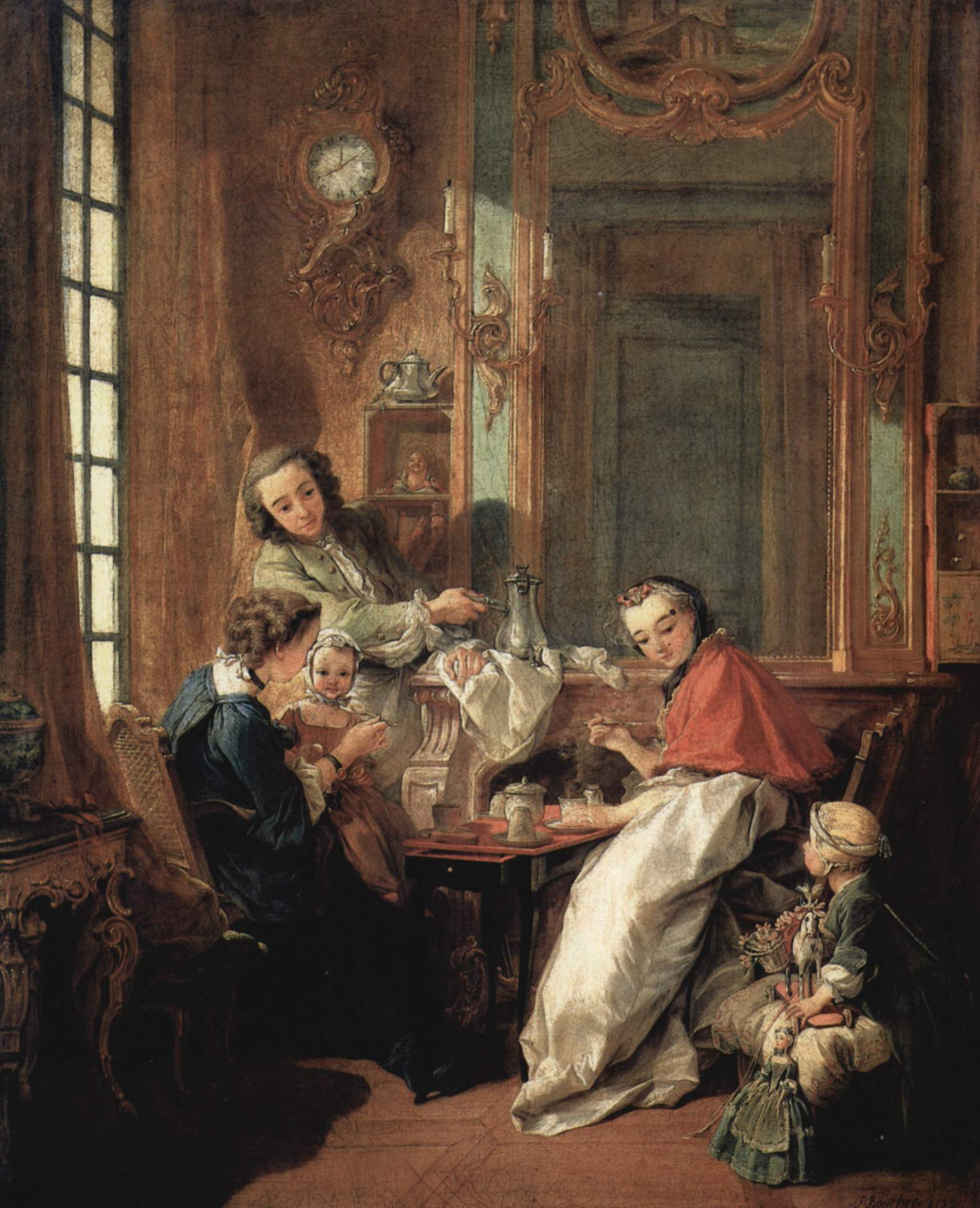
《早晨的喝咖啡時間》(Morning Coffee)，1739年，收藏於羅浮宮
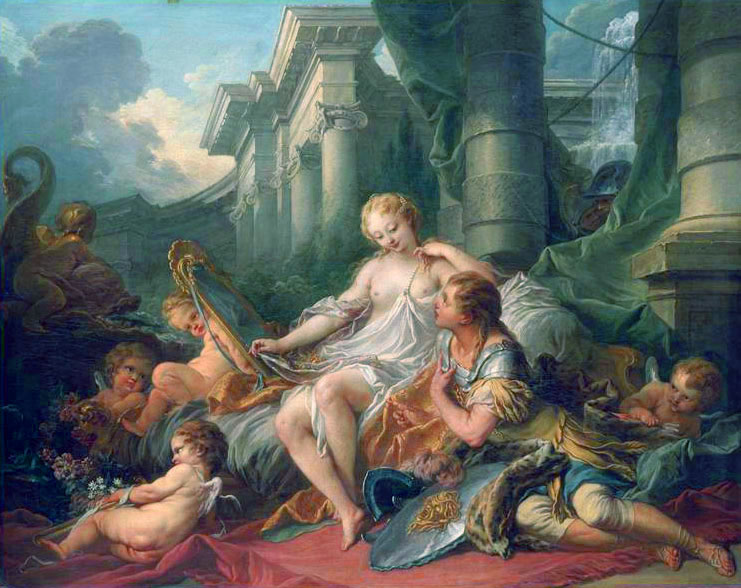
雷那多和亞美達，1734年 - 現藏法國羅浮宮
中國園林，1742年
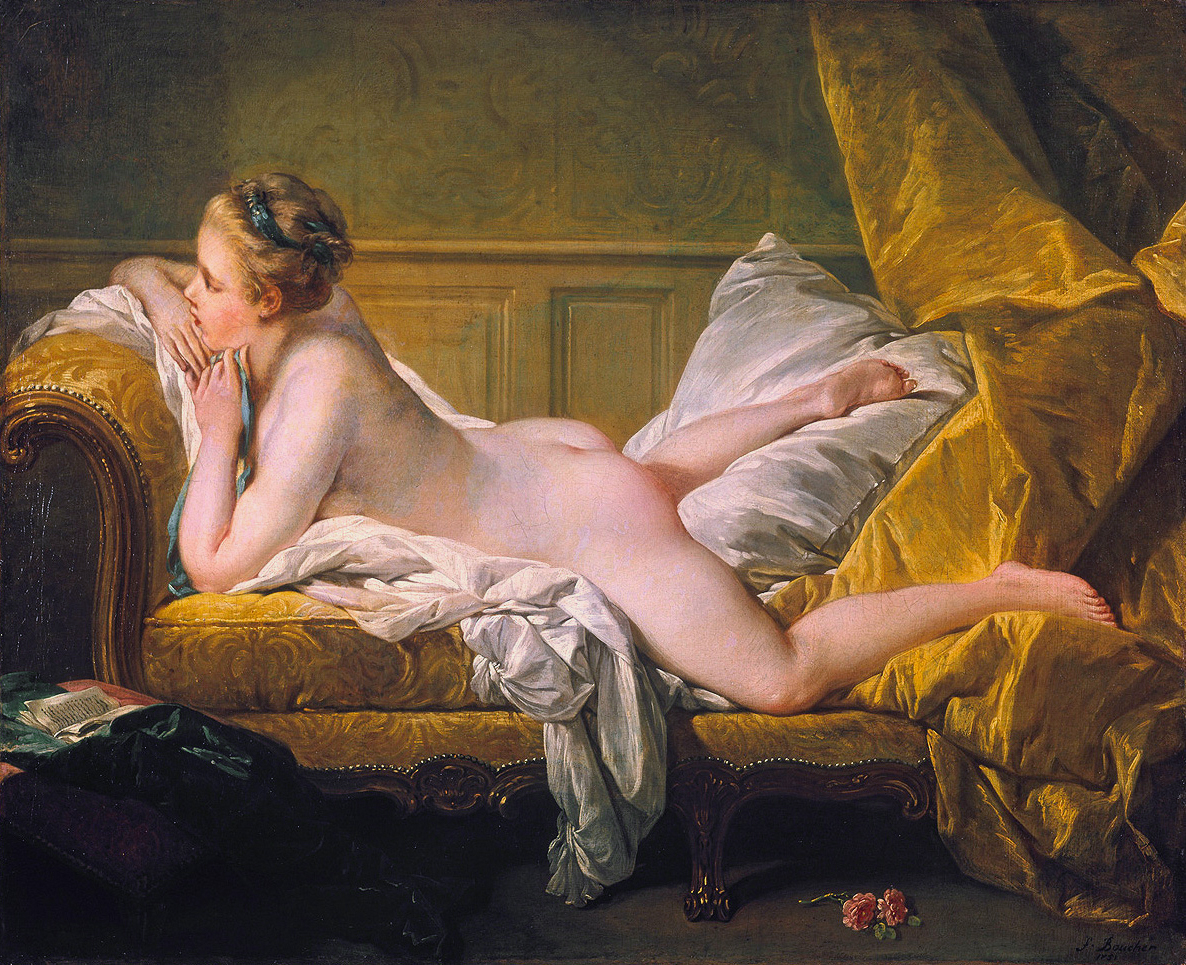
奥墨菲，1751年

## 外部連結
- Web Museum （页面存档备份，存于）